# فريك هيركنس
فريك هيركنس (بالهولندية: Freek Heerkens) (13 سبتمبر 1989 في هولندا - ) هو لاعب كرة قدم هولندي في مركز الدفاع. لعب مع غو أهد إيغلز وفيلم تو تيلبورغ.

## روابط خارجية
- فريك هيركنس على موقع قاعدة بيانات كرة القدم.إي يو (الإنجليزية)
- فريك هيركنس على موقع Soccerway.com (الإنجليزية)
- فريك هيركنس على موقع عالم كرة القدم.نت (الإنجليزية)